# Нортридж (Техас)
Нортридж (англ. Northridge) — переписна місцевість (CDP) в США, в окрузі Старр штату Техас. Населення — 78 осіб (2010).

## Географія
Нортридж розташований за координатами 26°24′50″ пн. ш. 98°59′47″ зх. д. / 26.41389° пн. ш. 98.99639° зх. д. (26.413767, -98.996472).  За даними Бюро перепису населення США в 2010 році переписна місцевість мала площу 0,06 км², уся площа — суходіл.

## Демографія
Згідно з переписом 2010 року, у переписній місцевості мешкало 78 осіб у 20 домогосподарствах у складі 17 родин. Густота населення становила 1314 осіб/км².  Було 24 помешкання (404/км²).
Расовий склад населення:
| - 100,0 % — білих |

До двох чи більше рас належало 0,0 %. Частка іспаномовних становила 100,0 % від усіх жителів.
За віковим діапазоном населення розподілялося таким чином: 35,9 % — особи молодші 18 років, 59,0 % — особи у віці 18—64 років, 5,1 % — особи у віці 65 років та старші. Медіана віку мешканця становила 21,5 року. На 100 осіб жіночої статі у переписній місцевості припадало 90,2 чоловіків;  на 100 жінок у віці від 18 років та старших — 100,0 чоловіків також старших 18 років.
Цивільне працевлаштоване населення становило 0 осіб. 